# Olympische Sommerspiele 1900/Leichtathletik – 400 m (Männer)
Der 400-Meter-Lauf der Männer bei den Olympischen Spielen 1900 in Paris wurde am 15. Juli 1900 im Croix Catelan entschieden. Olympiasieger wurde der US-Amerikaner Maxwell Long vor seinem Landsmann William Holland. Die Bronzemedaille gewann der Däne Ernst Schultz.

## Rekorde
Der inoffizielle Weltrekord wurde in einem Rennen über 440 Yards aufgestellt, das entspricht 402,336 Metern.
| Weltrekord         | 47,4 s | William Downs | USA | 1890                                          |
| Olympischer Rekord | 54,2 s | Thomas Burke  | USA | Finale OS Athen (Griechenland), 7. April 1896 |

Folgende Rekorde wurden bei diesen Olympischen Spielen über 400 Meter gebrochen oder eingestellt:
| OR | 50,4 s | Maxwell Long | USA | 1. Vorlauf, 14. Juli |
| OR | 49,4 s | Maxwell Long | USA | Endlauf, 15. Juli    |

## Medaillen
Wie schon bei den I. Olympischen Spielen vier Jahre zuvor gab es jeweils eine Silbermedaille für den Sieger und Bronze für den zweitplatzierten Athleten. Der Sportler auf Rang drei erhielt keine Medaille.

## Ergebnisse

### Vorläufe

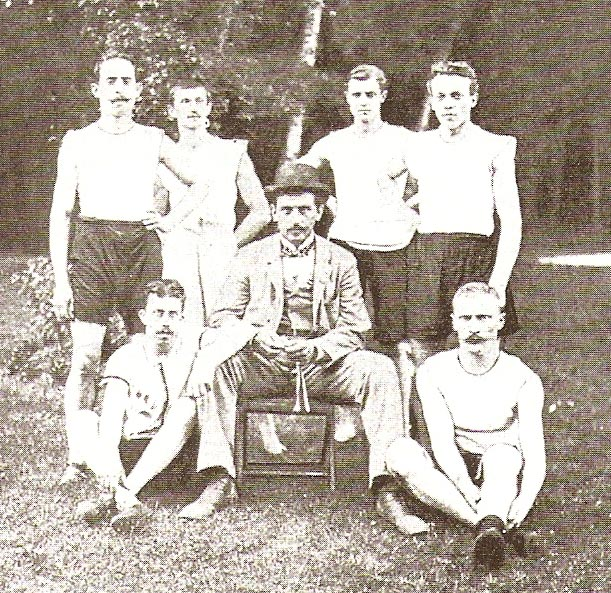
Albert Werkmüller (oben rechts) schied nach der Version bei „zur Megede“ als Vierter aus

14. Juli 1900
Es gab drei Vorläufe, aus denen je zwei Läufer den Endlauf erreichten – hellgrün unterlegt.
Hier sind je nach Quelle wieder unterschiedliche Versionen zu finden. Übereinstimmung gibt es bzgl. der für das Finale qualifizierten Läufer, allerdings auch bzgl. der Reihenfolge der beiden jeweils Erstplatzierten finden sich Abweichungen. Ab den jeweils dritten Rängen sind die Darstellungen in den Quellen sehr verschieden. Das zeigt sich in den unten gegenübergestellten Tabellen.
Vorlauf 1
| Platz | Name              | Land | Zeit      |    |
| ----- | ----------------- | ---- | --------- | -- |
| 1     | Maxwell Long      | USA  | 50,4 s    | OR |
| 2     | Harry Lee         | USA  | unbekannt |    |
| 3     | Harvey Lord       | USA  | unbekannt |    |
| 4     | Georges Clément   | FRA  | unbekannt |    |
| 5     | Walter Drumheller | USA  | unbekannt |    |

| Platz | Name         | Land | Zeit   |           |
| ----- | ------------ | ---- | ------ | --------- |
| 1     | Maxwell Long | USA  | 50,2 s | OR        |
| 2     | Harry Lee    | USA  | 51,1 s | geschätzt |

Vorlauf 2
| Platz | Name                   | Land | Zeit      |  |
| ----- | ---------------------- | ---- | --------- |  |
| 1     | William Moloney        | USA  | 51,0 s    |  |
| 2     | Ernst Schultz          | DEN  | unbekannt |  |
| 3     | Charles-Robert Faidide | FRA  | unbekannt |  |
| 4     | Pál Koppán             | HUN  | unbekannt |  |
| 5     | Yngvar Bryn            | NOR  | unbekannt |  |

| Platz | Name                   | Land | Zeit      |  |
| ----- | ---------------------- | ---- | --------- |  |
| 1     | Ernst Schultz          | DEN  | 51,0 s    |  |
| 2     | William Moloney        | USA  | unbekannt |  |
| 3     | Charles-Robert Faidide | FRA  | unbekannt |  |
| 4     | Albert Werkmüller      | GER  | unbekannt |  |

Vorlauf 3
| Platz | Name            | Land | Zeit      |  |
| ----- | --------------- | ---- | --------- |  |
| 1     | Dixon Boardman  | USA  | 51,2 s    |  |
| 2     | William Holland | USA  | unbekannt |  |
| 3     | Henry Slack     | USA  | unbekannt |  |
| ?     | Zoltán Speidl   | HUN  | unbekannt |  |
| ?     | Umberto Colombo | ITA  | unbekannt |  |

| Platz | Name            | Land | Zeit      |           |
| ----- | --------------- | ---- | --------- | --------- |
| 1     | William Holland | USA  | 51,0 s    |           |
| 2     | Dixon Boardman  | USA  | 51,6 s    | geschätzt |
| 3     | Henry Slack     | USA  | unbekannt |           |
| 4     | Georges Clément | FRA  | unbekannt |           |

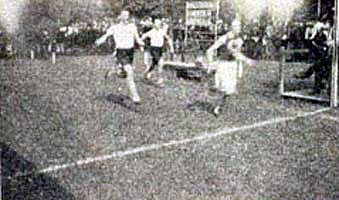
Dritter Vorlauf:
William Holland gewann vor Dixon Boardman

Wenn die Beschreibung zum nebenstehenden Foto in Wikimedia Commons korrekt ist, muss den dritten Vorlauf betreffend die Version des Resultats bei „zur Megede“ stimmen, denn nach dieser Beschreibung liegt William Holland vorn.
Von Zoltán Speidl und Umberto Colombo ist nicht bekannt, ob sie das Ziel erreichten
und in welcher Reihenfolge sie den Lauf beendeten.

### Finale
15. Juli 1900
Zum Endlauf, der an einem Sonntag stattfand, traten Boardman, Lee und Moloney aus religiösen Gründen nicht an. So verblieben nur drei Läufer.
| Platz | Name            | Land     | Rückstand | Zeit      |           |
| ----- | --------------- | -------- | --------- | --------- | --------- |
| 1     | Maxwell Long    | USA      |           | 49,4 s    | OR        |
| 2     | William Holland | USA      | 05 yds    | 49,6 s    | geschätzt |
| 3     | Ernst Schultz   | Dänemark | 25 yds    | unbekannt |           |
| DNS   | Dixon Boardman  | USA      |           |           |           |
| DNS   | Harry Lee       | USA      |           |           |           |
| DNS   | William Moloney | USA      |           |           |           |

Bezüglich des Rennverlaufs gibt es in zwei Quellen zwei unterschiedliche Darstellungen.
In der Schilderung bei „Sports-Reference“führte Long, dessen Vorname üblicherweise als "Maxie" oder "Maxey" abgekürzt wurde, von Beginn an.
Bei „zur Megede“ heißt es dagegen, dass zunächst Holland das Tempo machte, und Long seinen müder werdenden Landsmann dann überholte.
Im Ergebnis sind sich die Quellen einig. Long gewann danach mit großem Vorsprung. Der Rückstand der beiden übrigen Finalisten wird – wie damals üblich – als Länge angegeben. Demnach lag Holland im Ziel 5 Yards zurück, Schultz hatte einen Rückstand von 25 Yards.

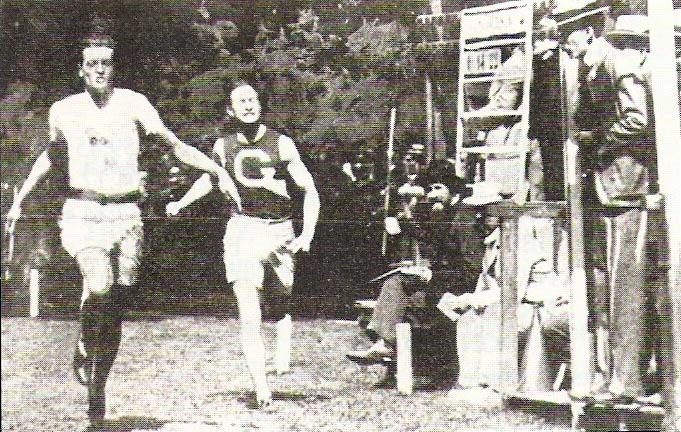
Zieleinlauf über 400 Meter: Maxwell Long siegte vor William Holland
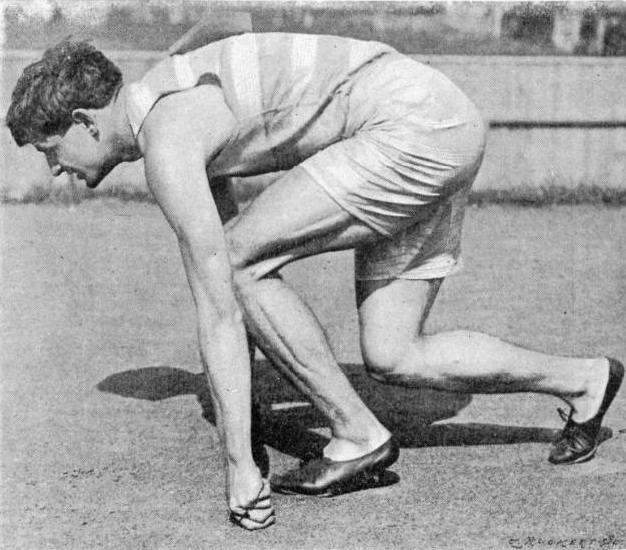
Olympiasieger Maxwell Long